# Margouët-Meymes
Margouët-Meymes é uma comuna francesa na região administrativa de Occitânia, no departamento de Gers. Estende-se por uma área de 17,69 km². Em 2010 a comuna tinha 173 habitantes (densidade: 9,8 hab./km²).